# Insidioso
L'Insidioso è stato un cacciatorpediniere della Regia Marina. 

## Storia
All'entrata dell'Italia nella prima guerra mondiale l’Insidioso faceva parte, con i gemelli Impavido, Indomito, Intrepido, Impetuoso ed Irrequieto, della II Squadriglia Cacciatorpediniere, di base a Taranto (anche se al momento l’Impetuoso si trovava a La Spezia); comandante della nave era il capitano di corvetta Umberto Bucci.
Il 9 giugno 1915 l'unità scortò, insieme ai cacciatorpediniere Indomito, Intrepido, Impetuoso, Irrequieto, Animoso, Ardito, Ardente, Audace ed all'esploratore Quarto, gli incrociatori corazzati Giuseppe Garibaldi e Vettor Pisani, partecipando al bombardamento dei fari di Capo Rodoni e San Giovanni di Medua.
Il 3 dicembre la nave salpò da Brindisi per scortare, insieme ad Indomito, Intrepido, Irrequieto ed Impetuoso, uno dei primi convogli di rifornimenti per le truppe italiane dislocate in Albania, composto dai trasporti truppe Re Umberto e Valparaiso (che trasportavano in tutto 1800 uomini e 150 quadrupedi). Giunto ormai il convoglio all'altezza di San Giovanni di Medua, il Re Umberto, con 765 uomini a bordo, urtò una mina (posata dal sommergibile austro-tedesco UC 14) ed affondò spezzato in due, in un quarto d'ora; i pronti soccorsi permisero tuttavia di salvare 712 uomini.
L'8 dicembre Insidioso ed Impetuoso scortarono da Taranto a Valona il piroscafo Palermo, con a bordo oltre 700 uomini e 43 quadrupedi.
Nella notte tra l'11 ed il 12 dicembre l’Insidioso (al comando del capitano di corvetta Bucci) e l’Impetuoso scortarono da Taranto a Valona il piroscafo Valparaiso carico di truppe.
Il 23 febbraio 1916, insieme all’Impetuoso, bombardò le postazioni d'artiglieria austro-ungariche situate sul Sasso Bianco, durante l'evacuazione di Durazzo. Il giorno seguente spostò il tiro dei propri cannoni contro Rasbul, altra posizione in mano alle truppe avversarie.
Alle 19 dell'8 giugno 1916 salpò da Valona (agli ordini del comandante Amici Grossi) per scortare in Italia, unitamente all'esploratore Libia ed ai cacciatorpediniere Pontiere, Impavido ed Espero, i trasporti truppe Romagna e Principe Umberto, che imbarcavano il 55º Reggimento Fanteria (2605 effettivi). Il convoglio, dopo un breve tratto, fu attaccato dal sommergibile austroungarico U 5: il Principe Umberto, centrato a poppa da due siluri, affondò in pochi minuti una quindicina di miglia a sudovest di Capo Linguetta, trascinando con sé 1926 dei 2821 uomini a bordo. Le unità della scorta non poterono che dare inutilmente la caccia all’U 5 e recuperare i superstiti.
Il 25 giugno la nave fece parte del gruppo di protezione a distanza (esploratore Marsala, cacciatorpediniere Impavido, Irrequieto ed Audace) durante un attacco dei MAS 5 e 7 contro Durazzo: il risultato fu il grave danneggiamento del piroscafo Sarajevo (1111 tsl).
Il 10 luglio dello stesso anno l’Insidioso e l’Impetuoso stavano pattugliando lo sbarramento del canale d'Otranto, quando la formazione fu attaccata dal sommergibile U 11: colpito da un siluro, l’Impetuoso affondò rapidamente, trascinando con sé 37 degli 88 uomini imbarcati.
Nella notte tra il 14 ed il 15 maggio 1917 il Canale d'Otranto fu oggetto di un duplice attacco austroungarico volto sia a distruggere i drifters, pescherecci armati che pattugliavano lo sbarramento antisommergibile del Canale d'Otranto, sia, come azione diversiva, a distruggere un convoglio italiano diretto in Albania; alle 4.10 del 15 maggio, in seguito a notizie di tali attacchi, l’Impavido fu fatto approntare insieme ai gemelli Indomito ed Impavido, agli esploratori Racchia, Aquila e Marsala ed all'incrociatore leggero inglese Liverpool. Alle 5.30 la formazione lasciò Brindisi insieme all'incrociatore leggero Dartmouth e ad altri due cacciatorpediniere, ed alle 7.45 furono avvistati i cacciatorpediniere austroungarici Csepel e Balaton. Alle 8.10, i cacciatorpediniere e l’Aquila diressero per attaccare le due navi avversarie, e cinque minuti più tardi fu aperto il fuoco: il Balaton fu danneggiato e subito dopo l’Aquila fu a sua volta colpito ed immobilizzato; i due cacciatorpediniere austriaci si portarono al riparo delle batterie costiere, obbligando le navi italiane a desistere dall'inseguimento. In seguito ad uno scontro cui parteciparono anche altre unità italiane ed austroungariche la battaglia si concluse con alcune unità danneggiate da entrambe le parti, ma nessun affondamento.
L'11 giugno fornì scorta a distanza, insieme all’Irrequieto ed alle torpediniere Airone ed Ardea, a 10 idrovolanti inviati a bombardare Durazzo.
Il 16 luglio dello stesso anno fornì appoggio a distanza, insieme ai gemelli Impavido ed Indomito ed agli esploratori Racchia e Riboty, ad un attacco aereo contro Durazzo portato da 18 velivoli partiti da Brindisi e Valona e supportati dalle torpediniere Ardea e Pegaso.
Il 19 ottobre 1917, alle 6.30, lasciò Brindisi insieme agli esploratori Pepe e Poerio ed ai cacciatorpediniere  Schiaffino e Bronzetti, ponendosi all'inseguimento di un gruppo di navi austroungariche (esploratore Helgoland, cacciatorpediniere Lika, Triglaw, Tatra, Csepel, Orjen e Balaton) che erano uscite da Cattaro per attaccare convogli italiani. Helgoland e Lika, non essendo stati trovati convogli, si portarono in vista di Brindisi per farsi inseguire dalle navi italiane ed attirarle nella zona d'agguato dei sommergibili U 32 ed U 40, ma dopo un lungo inseguimento che vide anche alcuni attacchi aerei alle unità nemiche, tutte le navi italiane tornarono in porto senza danni.
Nel dopoguerra l’Insidioso fu sottoposto a lavori di modifica al termine dei quali l'armamento risultò composto da 5 cannoni da 102 mm, uno da 40 mm e 4 tubi lanciasiluri da 450 mm.
Nel 1929 la nave fu declassata a torpediniera.
Radiata nel 1938, la nave fu nuovamente iscritta nei ruoli del naviglio della Regia Marina tre anni più tardi, nel 1941, a seconda guerra mondiale in corso. 
Essendo tuttavia la più vecchia torpediniera in servizio nella Regia Marina, ebbe scarso impiego.
A fine gennaio 1942 partecipò ai purtroppo infruttuosi tentativi di salvataggio dei superstiti del sommergibile Medusa, intrappolati nel relitto dell'unità affondata dal sommergibile britannico Thorn.
Il 10 settembre 1943, in seguito alla proclamazione dell'armistizio, fu catturato a Pola dai tedeschi. L'8 novembre entrò in servizio nella Kriegsmarine, come TA 21.
Il 9 agosto 1944 fu gravemente danneggiata al largo delle coste istriane da aerei britannici.
Il 5 novembre dello stesso anno la nave fu affondata nel porto di Fiume da un aerosilurante statunitense.
Il relitto della TA 21 fu recuperato e demolito nel 1947.